# Phytoliriomyza melampyga
Phytoliriomyza melampyga är en tvåvingeart som först beskrevs av Friedrich Hermann Loew 1869.  Phytoliriomyza melampyga ingår i släktet Phytoliriomyza och familjen minerarflugor. Arten är reproducerande i Sverige. Inga underarter finns listade i Catalogue of Life.